# Massimo Brunelli
Massimo Brunelli (né le 27 juillet 1961 à Milan) est un coureur cycliste italien.

## Biographie
Né le 27 juillet 1971 à Milan, Massimo Brunelli fut un bon pistard amateur au cours de sa carrière. Il s'essaye d'abord au cyclisme sur route et remporte deux victoires chez les jeunes puis à la piste où il obtient plus de résultats en décrochant une trentaine de victoires entre 1980 et 1982. 
Champion d'Italie de poursuite par équipes amateurs en 1983, il participe l'année suivante aux Jeux olympiques où il se classe quatrième de l'épreuve de la poursuite par équipes et obtient un deuxième succès au championnat d'Italie de poursuite par équipes amateur. 
En 1985, il devient champion du monde de poursuite par équipes amateurs avec Roberto Amadio, Silvio Martinello et Gianpaolo Grisandi.

## Palmarès sur piste

### Jeux olympiques
- Los Angeles 1984
  - 4e de la poursuite par équipes

### Championnats du monde
- Bassano del Grappa 1985
  -  Champion du monde de poursuite par équipes amateurs (avec Roberto Amadio, Silvio Martinello et Gianpaolo Grisandi)

### Championnats nationaux
- Champion d'Italie de poursuite par équipes amateurs : 1983, 1984, 1986 et 1987
- Champion d'Italie de la course aux points amateurs : 1987

## Palmarès sur route
- 1981
  - Trofeo Comune di Lignana
- 1982
  - 3e du Circuito Guazzorese
  - 3e du Gran Premio Industria e Commercio Artigianato Carnaghese
- 1985
  - 4eb étape de la Cinturón a Mallorca
- 1987
  - Gran Premio Somma
- 1988
  - Coppa Caduti Nervianesi
  - Coppa Giuseppe Romita
  - 6e étape de l'Olympia's Tour